# Tu sonrisa
Singles de Elvis Crespo
Suavemente
(1998) Luna Lena
(1998)
Tu Sonrisa (en français : « Ton sourire ») est une chanson de l'artiste portoricain Elvis Crespo, sortie en juillet 1998 en deuxième piste de son premier album studio, intitulé Suavemente (en).

## Classements
Tu Sonrisa est diffusé sur les radios américaines dès la deuxième semaine de juillet 1998. Le single se place d'abord à la 21e position du classement U.S. Hot Latin Tracks, alors que Suavemente, le précédent titre d'Elvis Crespo, se maintient dans le top 5. La semaine suivante, Tu Sonrisa atteint la 10e position du classement, puis la 5e place durant la troisième semaine. La chanson atteint la 1re place du classement Tropical/Salsa Songs, remplaçant ainsi le titre Te Quiero Tanto Tanto du groupe mexicain Onda Vaselina (en). À sa sixième semaine, le single se positionne en tête du classement Hot Latin Tracks, à l'instar de Suavemente plusieurs semaines auparavant ; il est cependant détrôné par Oye! (en) de la chanteuse cubaine Gloria Estefan au bout d'une semaine. Tu Sonrisa revient en tête du classement la semaine suivante, avant d'être remplacé par le single Perdido Sin Ti (en) de Ricky Martin.

### Classements hebdomadaires
| Classement (1998)                           | Meilleure position |
| ------------------------------------------- | ------------------ |
| États-Unis (US Billboard Hot Latin Tracks)  | 1                  |
| États-Unis (US Billboard Latin Pop Airplay) | 4                  |
| États-Unis (US Billboard Tropical Songs)    | 1                  |

### Classements de fin d'année
| Classement (1998)                          | Meilleure position |
| ------------------------------------------ | ------------------ |
| États-Unis (US Billboard Hot Latin Tracks) | 15                 |
| États-Unis (US Billboard Tropical Songs)   | 2                  |